# Des McAnuff
Desmond Steven McAnuff, noto semplicemente come Des McAnuff (Princeton, 19 giugno 1952) è un regista e produttore teatrale statunitense.

## Biografia
Nato a Princeton, nell'Illinois, si trasferì poi con l'intera famiglia in Canada, prima a Guelph, nell'Ontario e poi a Scarborough, un sobborgo di Toronto, dove partecipò alla sua prima produzione teatrale partecipando ad una riproposizione del musical The Sound of Music, nel ruolo di Kurt.
Attivo per lo più nel mondo teatrale, ha inizialmente collaborato con il Teatro di Toronto prima di lasciare il Canada per trasferirsi a New York dove, nel 1978, diede vita alla  Dodger Theatre Company dirigendo anche la prima produzione della medesima casa di produzione teatrale, intitolata Gimme Shelter. Nel 1983 McAnuff diviene direttore artistico de La Jolla Playhouse, con la quale ha vinto più di 200 premi teatrali come il Lawrence Olivier Theatre Awards come miglior regista per "Tommy" nel 1997 ed il Tony Awards per "Big River", nel 1985 e per "The Who's Tommy" nel 1996, sempre come miglior regista. Nel mese di aprile del 2007 lasciò la leadership della compagnia a Christopher Ashley e, nel 2008, dopo un anno di condivisione con Don Shipley e Marti Maraden, McAnuff divenne il direttore artistico dello Stratford Shakespeare Festival.
Come regista cinematografico ha diretto due film: La cugina Bette nel 1998 e Le avventure di Rocky e Bullwinkle nel 2000, entrambi con modesto successo di critica e pubblico. Come produttore, nel 1999, ha lavorato nel film d'animazione Il gigante di ferro, diretto da Brad Bird.
Nel 2010 McAnuff è stato oggetto di un documentario intitolato Des McAnuff: A Life In Stages, parte del programma che è andato in onda sul canale tematico canadese Bravo!.